# Iphoto
Iphoto, av Apple skrivet iPhoto, är ett program från Apple Inc för att organisera och redigera digitala bilder. Iphoto är endast tillgängligt för Apples operativsystem Mac OS. iPhoto riktar sig mest mot hemanvändare, inte professionella fotografer. Iphoto 11 ingår i Ilife '11. Aktuell version är iPhoto 9.4.2 (dec 2012).

## Historik
Iphoto introducerades för första gången den 7 januari 2002, som en gratis nedladdning från Apples webbplats. Iphoto var ett tillägg till Itunes och Imovie, och programmet expanderade Apples "Digital Hub"-strategi. Iphotoversion 2 introducerades ett år senare, och var tillgänglig som en del av Ilife eller som en gratis nedladdning. Den 6 januari 2004 började Apple att ha Iphoto färdiginstallerat på sina datorer. Iphoto kom även med i programpaketet iLife. Men nu var Iphoto inte tillgänglig att ladda ner. Ända sedan dess har antalet funktioner i Iphoto ökat. Följande funktioner finns i Iphoto ('11):
- Smarta Album. Ett fotoalbum som dynamiskt byter ut sitt innehåll efter sökkriterier. Baseras på metadata i bilderna.
- Stöd för upp till 250 000 bilder.
- Exponering- och färgkorrigering, beskärning, skärpejustering, brusreducering, rotering, retuschering och röda-ögon-reducering. Bland annat. Dessutom olika effektskapare, från svart-vitt till vinjettering och kantoskärpa.
- Trycktjänster. iPhoto låter dig göra egna kalendrar, vykort eller böcker med dra-och-släpp.